# Бут, Эдвин
Эдвин Томас Бут (англ. Edwin Thomas Booth; 13 ноября 1833[…], Бел-Эр, Мэриленд — 7 июня 1893[…], Нью-Йорк, Нью-Йорк) — американский актёр XIX века, совершивший турне по США и главным европейским столицам, представляя шекспировский репертуар.
В 1869 году он основал Театр Бута в Нью-Йорке, грандиозное сооружение, соответствующее духу времени. Некоторые историки театра считают его величайшим американским актёром и величайшим Гамлетом XIX столетия.
В настоящее время, однако, о нём обычно упоминают как о брате Джона Уилкса Бута, убившего президента Авраама Линкольна.

## Ранние годы жизни
Эдвин Бут родился около Бель-Эйра, штат Мэриленд, в англо-американской театральной семье Бутов. Он был незаконнорождённым сыном другого знаменитого актёра, Джуниуса Брутуса Бута, англичанина, который назвал сына Эдвином в честь Эдвина Форреста и Томасом — в честь Томаса Флинна, двух своих коллег-актёров. Эдвин Томас Бут был старшим братом Джона Уилкса Бута, убийцы президента Линкольна.
Нора Титон в своей книге «Кровавы мои мысли» подробно излагает, как двусмысленность происхождения и амбиции трёх сыновей Бута — Джуниуса Брутуса-младшего (который никогда не стяжал славы младших братьев), Эдвина и Джона Уилкса — подталкивали их к соперничеству и привели к тому, что в Гражданскую войну Эдвин стал сторонником Союза, а Джон Уилкс — убийцей Линкольна.

## Карьера
В начале актёрской карьеры Эдвин обычно выступал вместе с отцом, впервые появившись на сцене в роли Трессела в «Ричарде III» в Бостоне, штат Массачусетс, в 1849 г.
После смерти отца в 1852 году Бут отправился в мировое турне, побывав в Австралии и на Гавайях, и, в конечном итоге, получив признание в 1856 году в Сакраменто (штат Калифорния). Некоторое время выступал с Адой Айзекс Менкен, что также не могло не добавить ему популярности в Америке.
В 1864 году, незадолго до убийства Линкольна, Эдвин играл в «Юлии Цезаре» вместе с двумя братьями: Джоном и Джуниусом-младшим. Джон играл Марка Антония, Эдвин — Брута, а Джуниус — Кассия. Это был бенефис и единственное выступление братьев Бут на одной сцене. Собранные средства пошли на установку статуи Шекспира, которая и ныне стоит в Центральном парке в Нью-Йорке. Практически сразу после этого Эдвин Бут стал выступать в роли Гамлета на той же сцене, положив начало «Ста ночам Гамлета». Это было рекордом до 1922 года, когда Джон Берримор выступил в роли Гамлета 101 раз.
С 1863 по 1867 год Бут был управляющим театра Винтер-Гарден в Нью-Йорке, в основном ставя трагедии Шекспира. В 1865 году он купил театр Уолнут-стрит в Филадельфии.
После убийства Джоном Бутом президента Линкольна в апреле 1865 общественное мнение было настроено против всей семьи Бутов, что вынудило Эдвина покинуть сцену на много месяцев. Эдвин, имевший неприязненные отношения с Джоном, отрёкся от него, запретив произносить его имя в своём доме. Он вернулся на сцену театра Винтер-Гарден в январе 1866 г., сыграв главную роль в «Гамлете», которая, в конечном итоге, стала самой значительной его ролью.
- Джон, Эдвин и Джуниус (младший) Буты в «Юлии Цезаре.»
- Эдвин Бут в роли Яго, ок. 1870.
- Гравюра 1870 г., изображающая Бута в роли Гамлета.

### Театр Бута
В 1867 году здание театра Винтер-Гарден было повреждено пожаром, в результате чего его пришлось снести. Впоследствии Бут построил свой собственный театр, тщательно спроектированное здание, получившее название «Театр Бута на Манхэттене». Театр открылся 3 февраля 1869 году постановкой «Ромео и Джульетты» с Бутом в роли Ромео и Мэри Маквикер в роли Джульетты. Затем последовали другие, тщательно разработанные постановки, но театр так и не стал рентабельным. Биржевой крах 1873 года привёл к банкротству театра в 1874 году. После банкротства Бут отправился во второе мировое турне и восстановил утраченные позиции.

## Последующие годы
В 1860 году Бут женился на Мэри Дэвлин, которая умерла в 1863 году. Их единственная дочь, Эдвина, родилась 9 декабря 1861 года в Лондоне. Позже, в 1869 году, Бут снова женился на своей партнёрше по сцене Мэри Маквикер. Он вторично стал вдовцом в 1881 году.
В 1869 году Эдвин получил останки своего брата Джона после повторного обращения к президенту Эндрю Джонсону. Джонсон, наконец, позволил забрать останки, и Эдвин перезахоронил их на семейном участке на кладбище Грин-Маунт в Балтиморе.
В 1888 году Бут основал Актёрский клуб в Нью-Йорке (англ. Players Club) для актёров и людей искусства, подарив клубу свой дом в Грамерси-парке на Манхэттене. Комната Бута в клубе сохранилась в неизменном виде после его смерти. В последний раз Эдвин появился на сцене в роли Гамлета в Бруклинской музыкальной академии. Бут умер в 1893 году в Актёрском клубе и был похоронен рядом со своей первой женой на кладбище Маунт-Оберн в Кембридже, штат Массачусетс.

## Роберт Линкольн
Эдвин Бут спас сына Авраама Линкольна Роберта от серьёзной травмы или даже смерти. Инцидент произошёл на железнодорожной платформе в Джерси-Сити (штат Нью-Джерси). Точная дата происшествия не установлена, но, вероятнее всего, это произошло в конце 1864 или в начале 1865 года, незадолго до убийства Авраама Линкольна Джоном Бутом.
Роберт Линкольн вспоминал об этом инциденте в 1909 году, в письме к Ричарду Уотсону Гилдеру, редактору журнала «Сенчури-Мэгэзин»:

Инцидент произошёл в то время, когда, поздно вечером, группа пассажиров покупала билеты на поезд у кондуктора, который стоял на платформе у входа в вагон. Платформа была выше уровня входа в вагон, и, конечно же, между платформой и вагоном был небольшой промежуток. Толпа прибывала и на меня стали давить. В это же время поезд тронулся, меня сбили с ног, и я стал падать с платформы ногами вниз в открытый промежуток, совершенно не в силах как-либо себе помочь; в это время меня резко схватили за воротничок пальто и вытянули на безопасную поверхность платформы. Обернувшись, чтобы поблагодарить своего спасителя, я увидел Эдвина Бута, чьё лицо, разумеется, было мне хорошо знакомо, и выразил ему благодарность, назвав при этом его по имени.
Бут не знал, кого именно он спас, пока не получил несколько месяцев спустя письмо от своего друга, полковника Адама Бадо, офицера в штабе генерала Улисса Гранта. Бадо услышал рассказ о происшедшем от самого Роберта Линкольна, который вступил в армию Союза и также служил в штабе Гранта. В письме Бадо выражал благодарность Буту за героический поступок. Тот факт, что он спас жизнь сына Авраама Линкольна, очень помог Эдвину Буту после убийства Линкольна братом Эдвина Джоном.

## Манера исполнения
Стиль Эдвина весьма отличался от стиля его отца. В то время как Бут-старший, подобно своим современникам, Эдмунду Кину и Уильяму Чарльзу Макриди, играл под напряжением и напыщенно, предпочитая такие типажи, как Ричард III, Эдвин играл более естественно, в спокойной, вдумчивой манере, склоняясь к ролям наподобие Гамлета.

## Образ в искусстве
Жизни Эдвина Бута был посвящён ряд современных постановок, как на экране, так и на театральной сцене. Одной из самых известных из них является фильм 1955 г. «Принц игроков». Фильм рассказывает о жизни Бута, в том числе, и об убийстве Линкольна его младшим братом.
«The Brothers BOOTH!» («Братья Буты») — пьеса автора У. Стюарта Макдауэлла, сфокусированная на отношениях трех братьев Бут, приведших к убийству Линкольна, была поставлена и многократно сыграна с участием Дэвида Стрэтэйрна, Дэвида Дьюкса, Анджелы Геталс, Мэриэнн Планкетт и Стивена Лэнга в «Нью-Гармони Проджект», в театре Гатри в Миннеаполисе, позже — в Нью-Йорке в основанном Гутом Актёрском клубе, в театре Секонд-Стэйдж и в бостонском «Атенее». Первая полноформатная профессиональная постановка пьесы состоялась в 1992 г. в театре Бристоль-Риверсайд в пригороде Филадельфии Бристоле.
Другая пьеса с тем же названием — «The Brothers Booth» («Братья Буты») —, посвящённая «театральному миру 1860-х и ведущей театральной семье», была написана Маршеллом Брэдли и поставлена на сцене театра «Пери-Стрит» в Нью-Йорке, в 2004 г.
Пьеса Остина Пендлтона «Booth» («Бут»), посвящённая юности братьев Эдвина, Джуниуса и Джона Уилкса, а также их отцу, была представлена в театре Йорка категории «Офф-Бродвей», с Фрэнком Ланджеллой в роли Бута-старшего. В рецензии «Нью-Йорк Таймс» пьеса названа «психологической драмой о легендарной театральной семье XIX столетия». Пендлтон адаптировал свою предыдущую пьесу, «Бут возвращается», сыгранную в театре «Лонг-Уорф» в Нью-Хейвене, штат Коннектикут в сезон 1991—1992 гг.
«The Tragedian» («Трагик») — написанная и сыгранная Родни Ли Роджерсом пьеса одного актёра, поставленная в театре «PURE» в Чарльстоне, штат Южная Каролина, в 2007 г. Она также вновь была сыграна во время фестиваля искусств Пикколо Сполето в мае-июне 2008 г.
Пьеса Луиджи Креаторе «Error of the Moon» («Ошибка Луны») игралась в театре Роу в Нью-Йорке с 13 августа по 10 октября 2010 года. Пьеса основана на вымышленных историях о жизни Бута и рассказывает о личном, профессиональном и политическом соперничестве между братьями Эдвином и Джоном, приведшем к убийству Линкольна.

## Эксгумация
В попытке решить вопрос об истинности конспиративных теорий, утверждающих, что 26 апреля 1865 года был убит не брат Эдвина Джон и что настоящий Джон Бут спасся и жил ещё долго под вымышленным именем, потомки Эдвина Бута получили разрешение на эксгумацию тела Эдвина для получения образцов ДНК. Они надеются также с целью сравнения образцов получить материал ДНК из артефактов, принадлежащих Джону Уилксу, таких, как позвонок, который находится в Национальном музее здоровья и медицины в Мэриленде.

## Наследие
Актёрский клуб по-прежнему существует в том же здании на Манхэттене. Статуя Бута в роли Гамлета работы Эдмонда Т. Куинна, находится в центре Грамерси-парка, в собственности парка с 1916 года. Её можно увидеть с южных ворот парка.
Бут оставил несколько записей своего голоса на восковом цилиндре. Одну из них можно услышать в аудиосборнике «Great Historical Shakespeare Recordings and a Miscellany» студии Naxos Records. Голос Бута слышен с трудом из-за неизбежных помех, но при изучении записи выяснилось, что он глубокий и достаточно низкий.
Дань памяти Буту отдали и в Бель-Эйре. Напротив здания суда есть фонтан, посвящённый его памяти. В здании почты есть его портрет. Также сохранилось его семейное гнездо — Тюдор-Холл, выкупленный округом Харфорд в 2006 году с целью превращения его в музей.
Один из залов в Мамонтовой пещере в Кентукки называют Амфитеатром Бута, так как Бут устраивал там представления для посетителей.
Существует легенда, что Оперный дом Спрингера в Коламбусе, штат Джорджия, посещает призрак Эдвина Бута.
Бродвейский театр Бута был первым и остаётся старейшим бродвейским театром, названным в честь актёра.
В мюзикле Стивена Сондхейма «Убийцы» Эдвин упоминается в «Балладе Бута»: «Ты завидовал брату, Джон, его обувь была слишком просторна для тебя».